# اتوماتای متناهی کوانتومی
در محاسبات کوانتومی، اتوماتای متناهی کوانتومی (quantum finite automata) یا (QFA) یا ماشین‌های حالت کوانتومی (quantum state machines)، حالتی کوانتومی از اتوماتای احتمالاتی یا یک فرایند تصمیم مارکوف می‌باشد.
انواع مختلفی از اتومات‌ها همانند measure-once و measure-many تعریف شده‌اند. در واقع اتوماتای متناهی کوانتومی نمونه خاصی از اتوماتای متناهی هندسی و اتوماتای متناهی توپولوژیکی می‌باشد.
اتوماتا با پذیرش یک رشته به طول متناهی {\displaystyle \sigma =(\sigma _{0},\sigma _{1},\cdots ,\sigma _{k})} از {\displaystyle \sigma _{i}}ها از یک الفبای ورودی {\displaystyle \Sigma } و اختصاص احتمال {\displaystyle \operatorname {Pr} (\sigma )} به هر رشته کار خواهد کرد. این احتمال بیانگر قرارگیری احتمال اتوماتون در حالت پذیرش می‌باشد، اینکه رشته پذیرفته می‌شود یا خیر.
زبان‌های پذیرفته شده QFA نه زبان‌های معمول اتوماتای متناهی قطعی هست و نه زبان تصادفی اتوماتای متناهی احتمالاتی. در واقع مطالعه زبان‌های کوانتوم همواره بخش مناسبی برای تحقیقات علمی بوده‌است.

## توضیحات اصلی
راهی ساده و شهودی برای دریافت درکی صحیح از اتوماتای متناهی کوانتومی وجود دارد که شروع آن از طریق تفسیر اتوماتای متناهی قطعی (DFA) به کمک نظریه گراف امکان‌پذیر می‌شود. یک DFA را می‌توان یک گراف جهت دار، حالات را راس گراف و یال‌های جهت دار را انتقال دهنده‌های حالت در نظر گرفت. هر یال جهت دار با نماد ورودی ممکن برچسب‌گذاری می‌شود؛ بنابراین دادن یک نماد مشخص و حالت مشخص به یال‌های جهت دار قدم بعدی می‌باشد. یکی از راه‌های معرفی همچین گرافی به کمک ماتریس‌های مجاورت امکان‌پذیر است به این صورت که برای هر نماد ورودی یک ماتریس در نظر گرفته شود. در این مورد، لیست حالت‌های ممکن DFA به صورت یک بردار ستونی نوشته می‌شود. با دادن یک نماد ورودی ماتریس مجاورت نشان خواهد داد که چگونه دادن هر (سطر در بردار حالت) به حالت بعدی انتقال خواهد یافت. یک انتقال حالت با ضرب ماتریس‌ها صورت می‌گیرد.
هر عنصر ورودی، عامل انتقال متفاوتی می‌باشد بنابراین نیاز به یک ماتریس مجاورت متمایز برای هر نماد ورودی ممکن است. درایه‌های این ماتریس می‌بایست همگی صفر و یک باشند. برای هر ستون ماتریس فقط یک درایه ناصفر وجود دارد که این درایه نشان دهنده انتقال حالت منحصر به فرد بعدی می‌باشد. به‌طور مشابه، حالت سیستم، یک بردار ستونی است که فقط دارای یک درایه ناصفر می‌باشد که این درایه مطابق حالت فعلی سیستم است. فرض کنید {\displaystyle \Sigma =\{\alpha \}} به عنوان مجموعه‌ای از نمادهای ورودی باشد. برای هر {\displaystyle \alpha \in \Sigma }، {\displaystyle U_{\alpha }} را به عنوان ماتریس مجاورت داریم که نشان دهنده سیر تکامل DFA به حالت بعدی خودش هست؛ بنابراین مجموعه {\displaystyle \{U_{\alpha }|\alpha \in \Sigma \}} به‌طور کامل انتقال حالت عملگر DFA را شرح می‌دهد. فرض کنید Q مجموعه حالت‌های ممکن از DFA باشد. اگر N حالت در Q وجود داشته باشد آنگاه هر ماتریس {\displaystyle U_{\alpha }}،N با N-بعد خواهد بود. حالت شروع {\displaystyle q_{0}\in Q} مطابق یک بردار ستونی با یک ۱ در سطر q0ام می‌باشد. حالت عمومیq وقتی است که یک بردار ستونی با یک ۱ در سطر qام باشد. با تخطی از نشانه‌گذاری معمول، فرض کنید q0 و q دوبردار باشند. سپس، بعد از خواندن نمادهای ورودی {\displaystyle \alpha \beta \gamma \cdots } از نوار ورودی حالت DFA طبق {\displaystyle q=\cdots U_{\gamma }U_{\beta }U_{\alpha }q_{0}.} مشخص خواهد شد. انتقال حالت توسط ضرب ماتریس‌ها صورت می‌گیرد (مثلاً ضرب q0 با {\displaystyle U_{\alpha }}، یا غیره).
توضیحات بالا در مورد یک DFA، بر حسب بردارها و نگاشت‌های خطی، به طرز تقریباً بدیهی نیاز به عمومی‌سازی دارد که از طریق جایگزین کردن q با یک بردار عمومی و ماتریس‌های {\displaystyle \{U_{\alpha }\}} با عملگرهای عمومی انجام می‌پذیرد. دانستن اینکه یک QFA چه می‌کند ضروریست: q را با یک دامنه احتمال و {\displaystyle \{U_{\alpha }\}} را با ماتریس‌های واحد جایگزین می‌کند. به همین ترتیب عمومی‌سازی دیگری آشکار می‌گردد آنکه: بردار q در یک منیفلد قابل توزیع می‌شود؛ مجموعه ماتریس‌های انتقال در منیفلد اتومورفیزم می‌شود؛ در واقع یک اتوماتون متناهی توپولوژیکی تعریف می‌کند.
قبل از رفتن به سراغ تعریف رسمی یک QFA لازم است به دو عمومی‌سازی مهم اشاره کرد. اولی اتوماتون متناهی قطعی است. در این مورد بردار q توسط برداری که بیشتر از یک درایه آن ناصفر باشد جایگزین می‌شود. چنین برداری سپس عنصری از مجموعه توانی Q را معرفی می‌کند که در واقع تنها تابع مشخصه‌ای بر روی Q می‌باشد. همچنین ماتریس‌های انتقال حالت {\displaystyle \{U_{\alpha }\}} به این صورت تعریف می‌شوند که هر ستون می‌تواند چندین عامل غیر صفر داشته باشد. بعد از هر کاربرد {\displaystyle \{U_{\alpha }\}}، گرچه، هر بردار ستونی q می‌بایست دوباره نرمال شود آنگونه که تمامی درایه‌هایش صفر یا یک باشد. به‌طور مشابه، ماتریس‌ها می‌توانند به عنوان اتومورفیسم‌هایی از یک فضای همگن در نظر گرفته شوند که در واقع این یک اتوماتون متناهی هندسی را تعریف می‌کند.
یک تئوری شناخته شده نشان می‌دهد که برای هر DFA، یک NFA مشابه وجود دارد و برعکس که دلالت دارد بر اینکه مجموعه زبان‌های DFA و NFA یکی هستند. این‌ها همان زبان‌های معمول هستند. در عمومی‌سازی QFA، مجموعه زبان‌ها متفاوت خواهد بود. توصیف این مجموعه یکی از قابل توجه‌ترین مشکلات تحیق دربارهٔ نظریه QFA است.
عمومی‌سازی بعدی بلافاصله این‌گونه آشکار می‌شود که از ماتریس Stochastic برا ماتریس‌های انتقال حالت و بردارهای احتمالی برای حالت استفاده شود که اتوماتون متناهی احتمالاتی را می‌دهد. بدیهی است که به عنوان احتمال، درایه‌های این بردار می‌بایست اعداد طبیعی و مثبت، با مجموع ۱ باشد. ماتریس‌های احتمال باید داری این خصوصیت باشد برای همین نیز آن‌ها stochastic هستند. هر بردار حالت باید به عنوان یک سنقطه مشخص در سیملکس در نظر گرفته شود؛ بنابراین، این یک اتوماتون توپولوژیکی با سیمپلکس منیفلد و ماتریس‌های stochastic اتومورفیسم خطی از سیمپلکس بر روی خودش. چون هر انتقال الزاماً مستقل از قبلی است (با نادیده گرفتن فرق بین زبان‌های پذیرفته شده با نشده)،PFA الزاماً تبدیل به یک نوعی از زنجیره مارکوف می‌شود.
در مقابل، در یک QFA، منیفلد فضای تصویری مختلط (Complex projective space) {\displaystyle \mathbb {C} P^{N}} و ماتریس‌های انتقال ماتریس‌های واحد هستند. هر نقطه در {\displaystyle \mathbb {C} P^{N}} مربوط به یک کوانتوم-مکانیک احتمال amplitude یا حالت خاص می‌باشد. ماتریس‌های واحد را می‌توان به عنوان یک حاکم بر روند گذر زمان سیستم در نظر گرفت (یعنی در تصویر Schrödinger) از حالت خالص به حالت‌های تلفیقی مستقیماً این گونه بدست می‌آید که یک حالت تلفیقی توزیع احتمال measure-theoretic بر روی {\displaystyle \mathbb {C} P^{N}}.
نکته قابل اندیشه در واقع توزیع‌های است که باعث تأثیر در منیقلد طی ورود یک زبان می‌شود. برای یک اتوماتون بهینه بودن برای شناخت یک زبان آن است که توزیع می‌بایست تا جایی که امکان دارد یکسان باشد.

## اتوماتای Measure-once
اتوماتای Measure-once توسط Moore و James P. Crutchfield معرفی شد که تعریف آن به شرح زیر است.
همانند یک اتوماتون متناهی معمولی، اتوماتون کوانتومی دارای {\displaystyle N}حالت درونی امکان‌پذیر می‌باشد، که در این جا به صورت یک {\displaystyle N}-حالت qubit {\displaystyle |\psi \rangle } معرفی می‌شود.
در واقع {\displaystyle N}-حالت qubit {\displaystyle |\psi \rangle \in \mathbb {C} P^{N}} عنصری است از Complex projective space {\displaystyle N} بعدی همراه ضرب داخلی {\displaystyle \Vert \cdot \Vert } که Fubini–Study metric می‌باشد.
انتقال‌های حالت، یا ماتریس‌های انتقال یا de Bruijn graphs توسط مجموعه‌ای {\displaystyle N\times N} از ماتریس‌های واحد{\displaystyle U_{\alpha }} با یک ماتریس واحد برای هر {\displaystyle \alpha \in \Sigma } معرفی می‌شود. به همین صورت با دادن {\displaystyle \alpha } ماتریس واحد ذکر شده انتقال حالت اتوماتون را از حالت فعلی اش {\displaystyle |\psi \rangle } به حالت بعدی {\displaystyle |\psi ^{\prime }\rangle }:
{\displaystyle |\psi ^{\prime }\rangle =U_{\alpha }|\psi \rangle }
سپس، سه تایی {\displaystyle (\mathbb {C} P^{N},\Sigma ,\{U_{\alpha }\vert \alpha \in \Sigma \})} بر گرفته از نیم اتوماتون را توصیف می‌کند.
حالت پذیرش اتوماتون را با دادن ماتریس Projection {\displaystyle P} داریم، که با دادن حالت کوانتومی {\displaystyle N}-بعدی {\displaystyle |\psi \rangle } برای احتمال {\displaystyle |\psi \rangle } حالت پذیرش
{\displaystyle \langle \psi |P|\psi \rangle =\Vert P|\psi \rangle \Vert ^{2}}
خواهد بود.
همچنین برای رشته متناهی {\displaystyle \sigma =(\sigma _{0},\sigma _{1},\cdots ,\sigma _{k})} داریم:
{\displaystyle \operatorname {Pr} (\sigma )=\Vert PU_{\sigma _{k}}\cdots U_{\sigma _{1}}U_{\sigma _{0}}|\psi \rangle \Vert ^{2}}
که در اینجا بردار {\displaystyle |\psi \rangle } نمایانگر حالت شروع اتوماتون، حالت قبل از پذیرش رشته می‌باشد. رشته تهی {\displaystyle \varnothing } نیز به عنوان یک ماتریس واحد تلقی می‌گردد؛ بنابراین
{\displaystyle \operatorname {Pr} (\varnothing )=\Vert P|\psi \rangle \Vert ^{2}}
احتمال حالت شروع در یک حالت پذیرش شده‌است.

## مثال
اتوماتون متناهی قطعی کلاسیک را با دادن جدول انتقال حالت زیر در نظر بگیرید
| \| Input State \| ۱ \| ۰ \| \| S1 \| S1 \| S2 \| \| S2 \| S2 \| S1 \| |    | State Diagram |
| Input State                                                           | ۱  | ۰             |
| S1                                                                    | S1 | S2            |
| S2                                                                    | S2 | S1            |

حالت کوانتومی برداریست با نشانه‌گذاری برا-کت
{\displaystyle |\psi \rangle =a_{1}|S_{1}\rangle +a_{2}|S_{2}\rangle ={\begin{bmatrix}a_{1}\\a_{2}\end{bmatrix}}}
با اعداد مختلط {\displaystyle a_{1},a_{2}}
{\displaystyle {\begin{bmatrix}a_{1}^{*}\;\;a_{2}^{*}\end{bmatrix}}{\begin{bmatrix}a_{1}\\a_{2}\end{bmatrix}}=a_{1}^{*}a_{1}+a_{2}^{*}a_{2}=1}
بنابراین ماتریس‌های انتقال واحد
{\displaystyle U_{0}={\begin{bmatrix}0&1\\1&0\end{bmatrix}}}
و
{\displaystyle U_{1}={\begin{bmatrix}1&0\\0&1\end{bmatrix}}}
خواهند بود.
برای {\displaystyle S_{1}} در حالت پذیرش ماتریس projection
{\displaystyle P={\begin{bmatrix}1&0\\0&0\end{bmatrix}}}
را داریم.
واضح است اگر حالت شروع حالت خالص {\displaystyle |S_{1}\rangle } یا {\displaystyle |S_{2}\rangle } باشد، نتیجه به راه‌اندازی یا اجرای ماشین دقیقاً با ماشین حالت قطعی متناهی کلاسیک برابر خواهد شد. به خصوص، زبان پذیرش شده‌ای برای این اتوماتون با احتمال یک در حالت شروع وجود دارد که آن نیز دقیقاً مانند زبان معمول برای DFA کلاسیک که با عبارت با قاعده مفروض است:
{\displaystyle (1^{*}(01^{*}0)^{*})^{*}\,\!}
حالت غیر کلاسیک زمانی رخ می‌دهد که جفت {\displaystyle a_{1}} و {\displaystyle a_{2}} غیر صفر باشند. رفتارهای دیگر زمانی رخ می‌دهد که ماتریس‌های {\displaystyle U_{0}} و {\displaystyle U_{1}} به اندازه کافی ساده نباشند. برای مثال به de Rham curve رجوع کنید.

## اتوماتای Measure-many
اتوماتای Measure-many اولین بار توسط Kondacs و Watrous در سال ۱۹۹۷ معرفی شد. این اتوماتا شبیه چارچوب کلی Measure-once می‌باشد با این تفاوت که که به جای وجود یک پروجکشن در انتها وجود دارد یک پروجکشن یا اندازه‌گیری کوانتومی که بعد از خواندن هر حرف اعمال می‌شود. تعریف رسمی آن به شکل زیر است.
فضای هیلبرت {\displaystyle {\mathcal {H}}_{Q}} به سه زیرفضای متعامد تجزیه می‌شود
{\displaystyle {\mathcal {H}}_{Q}={\mathcal {H}}_{\mbox{accept}}\oplus {\mathcal {H}}_{\mbox{reject}}\oplus {\mathcal {H}}_{\mbox{non-halting}}}
در واقع این زیر فضاهای متعامد معمولاً به عنوان مجموعه {\displaystyle Q} از بردارهای پایه‌ای متعامد برای فضای هیلبرت {\displaystyle {\mathcal {H}}_{Q}} فرموله می‌شوند. این مجموعه از بردارهای پایه به زیر مجموعه‌های {\displaystyle Q_{\mbox{acc}}\subset Q} و {\displaystyle Q_{\mbox{rej}}\subset Q} تقسیم می‌شود. به‌طوری که
{\displaystyle {\mathcal {H}}_{\mbox{accept}}=\operatorname {span} \{|q\rangle :|q\rangle \in Q_{\mbox{acc}}\}}
یک طول خطی از بردارهای پایه در مجموعه پذیرش است. فضای رد به‌طور مشابه تعریف می‌شود و فضای باقی‌مانده زیر فضای non-halting در نظر گرفته می‌شود. سه ماتریس تصویر {\displaystyle P_{\mbox{acc}}}، {\displaystyle P_{\mbox{rej}}} و {\displaystyle P_{\mbox{non}}} را داریم که هر یک تصویر مربوط به زیر فضایش است:
{\displaystyle P{\mbox{acc}}:{\mathcal {H}}_{Q}\to {\mathcal {H}}_{\mbox{accept}}}
تجزیه یک رشته ورودی به شکل زیر امکان‌پذیر است. فرض کنید که اتوماتون در حالت {\displaystyle |\psi \rangle } باشد. بعد از خواندن یک حرف ورودی {\displaystyle \alpha } اتوماتون در حالت
{\displaystyle |\psi ^{\prime }\rangle =U_{\alpha }|\psi \rangle }
قرار می‌گیرد. در این زمان، سنجشی بر روی حالت {\displaystyle |\psi ^{\prime }\rangle } از طریق عملگرهای پروجکشن P در زمانی که تابع موجی اش به یکی از سه زیر فضای {\displaystyle {\mathcal {H}}_{\mbox{accept}}} یا {\displaystyle {\mathcal {H}}_{\mbox{reject}}} یا {\displaystyle {\mathcal {H}}_{\mbox{non-halting}}} فرو بریزد اعمال می‌شود. احتمال فرو ریزش به وسیله
{\displaystyle \operatorname {Pr} _{\mbox{acc}}(\sigma )=\Vert P_{\mbox{acc}}|\psi ^{\prime }\rangle \Vert ^{2}}
برای زیر فضای پذیرش و به‌طور مشابه دو فضای دیگر تعیین می‌شود.
اگر تابع موجی به دو فضای پذیرش یا رد ریزش کند آنگاه پردازش بیشتر متوقف می‌شود. در غیر این صورت پردازش با خواندن حرف بعدی از ورودی ادامه می‌یابد. در واقع پردازش تا زمانی که تمام رشته خوانده یا ماشین متوقف شود ادامه دارد. اغلب نماد {\displaystyle \kappa } و $ به عنوان نشان دهنده ابتدا و انتهای یک رشته به الفبا اضافه می‌شوند.
اتوماتون meaure-many اغلب توسط شش تایی {\displaystyle (Q;\Sigma ;\delta ;q_{0};Q_{\mbox{acc}};Q_{\mbox{rej}})} تعیین می‌شود. حالت شروع نیز به وسیله {\displaystyle |\psi \rangle =|q_{0}\rangle } و تبدیلات واحد با
{\displaystyle \delta :Q\times \Sigma \times Q\to \mathbb {C} }
تعیین می‌شود، به‌طوری که
{\displaystyle U_{\alpha }|q_{1}\rangle =\sum _{q_{2}\in Q}\delta (q_{1},\alpha ,q_{2})|q_{2}\rangle }